# Resident Evil: Extinction
Resident Evil: Extinction là một bộ phim khoa học viễn tưởng-hành động-kinh dị, bộ phim là phần thứ ba trong loạt phim chuyển thể dựa theo dòng video game kinh dị-sống còn Resident Evil của hãng Capcom. Bộ phim kể về Alice - một người hùng mất trí nhớ, đi cùng với một nhóm người sống sót sau thảm hoạ ở thành phố RACOON. Họ cố gắng vượt qua sa mạc Mojave hoang vu để tới Alaska và chạy trốn thảm hoạ zombie. Bộ phim được đạo diễn bởi Russell Mulcahy và Nhà sản xuất là Paul Anderson.
Bộ phim được công chiếu tại Mỹ vào ngày 21/9/2007 và đạt được thành công rực rỡ, thu về 147 triệu USD trên toàn cầu song nó nhận được rất nhiều những ý kiến phản đối từ các nhà phê bình. Bộ phim được phát hành trên DVD và Blu-ray ở Bắc Mỹ ngày 1/1/2008.

## Nội dung chính
Bất chấp sự huỷ diệt hạt nhân thành phố racoon, virus T vẫn thoát khỏi sự ngăn chặn. không thể được kiểm soát bởi công ty Umbrella, virus T nhanh chóng lan rộng ra khắp thế giới, làm khô cạn sông hồ, lục địa, trong khi đó tiếp tục lây nhiễm con người và lây lan sang cả các loài động vật khác. 5 năm sau, công ty Umbrella được xem như nhà cầm quyền duy nhất của loài người còn lại, những tàn dư của công ty này bắt buộc phải trú ẩn trong những công trình ngầm gọi là tổ ong (the Hive) được xây dựng khắp nơi trên thế giới.
Alice (Milla Jovovich) giờ đây đi một mình trên những vùng đất hoang mạc khô cằn của nước mỹ. Cô có sức mạnh siêu nhiên và khả năng đặc biệt có được từ tập đoàn Umbrella. tiến sĩ Sam Isaacs (Iain Glen) xem việc bắt lại Alice là mối quan tâm hàng đầu vì cô có mối liên hệ đặc biệt với virus T và cô gắng giải thích với những kẻ cầm đầu Umbrella rằng hắn có thể sử dụng máu của Alice để phát triển một phương thuốc chống lai virus T. Chủ tịch tập đoàn Umbrella Albert Wesker (Jason O'Mara) ra lệnh cho tiến sĩ Isaacs điều chế phương thuốc bằng cách sử dụng những bản sao vô tính được tạo ra từ máu của Alice. Wesker cũng từ chối luôn việc sử dụng nhân lực để bắt Alice cho đến khi biết chính xác 100% cô đang ở đâu. Những bản sao của Alice phải trải qua vô số những bài kiểm tra trong phạn vi Toà biệt thự Spencer, hành lang bảo vệ bằng lade của The-hive, và bệnh viện thành phố Racoon. đáng tiếc thay, không bản sao nào vượt qua được bản gốc.
Trong khi đó, đoàn hộ tống của Claire Redfield (Ali Larter)- gồm những người đã cùng Alice sống sót qua thảm hoạ thành phố Racoon: Carlos Olivera (Oded Fehr), L.J. (Mike Epps), và những người sống sót khác là K-Mart (Spencer Locke), Mikey (Chris Egan), Chase (Linden Ashby), Nurse Betty (Ashanti Douglas)- đang cố gắng tìm cách sống sót. trong khi đang tìm kiếm đồ tiếp tế tại một nhà nghỉ nhỏ, L.J đã bị cắn. Sắng hôm sau đoàn hộ tống bị tấn công bởi lũ quạ nhiễm virus T. Lũ quạ gần như chế ngự được đoàn, lấy đi mạng sống của nhiều thành viên, trong đó có người thợ máy điều khiển khẩu súng phun lửa khiến cho nó mất kiểm soát. Đúng lúc đó Alice xuất hiện, sử dụng siêu năng lực dịch chuyển vật từ xa cứu Carlos và một người sống sót khác khỏi chết thiêu. Ngay sau đó Alice điều khiển ngọn lửa thiêu cháy lũ quạ, giải cứu những người còn sống sót.
Sự cố gắng thuần hoá những kẻ nhiễm bệnh của tiến sĩ Isaacs đã dẫn đến hình thành một chủng zombie mới (siêu zombie) nhưng đại uý Slater (Matthew Marsden)- cấp dưới của Wesker- đã khủa trách Tiến sĩ Isaacs về việc ông này coi bất chấp luật lệ của tập đoàn Umbrella. Sau khi nghe Tiến sĩ Isaacs giải thích, Slater cũng đã thừa nhận rằng lũ siêu zombie này có thể sẽ giúp ích cho việc bắt Alice.
Alice tự giới thiệu mình với Claire và đưa cho Clarie cuốn nhật ký cô tìm thấy ở một cây xăng bỏ hoang. Cuốn nhật ký chỉ rõ rằng vẫn còn có những người không bị bệnh sống ở Alaska. Alice và Carlos thuyết phục Claire và đoàn hộ tống chuyển hướng tới đó, những người trong đoàn đã vô cùng mệt mỏi, họ cần một hi vọng khác, dù là hão huyền nên họ đồng ý tới Alaska. Đoàn hộ tống đi thẳng tới Las Vegas tìm kiếm đồ tiếp tế cho chuyến đi dài tới miền đất hứa.
Tập đoàn Umbrella đã lập được tam giác định vị Alice dựa vào việc sử dụng siêu năng lực của cô. Tiến sĩ Isaac chuyển một côngtennơ chứa đầy những siêu zombie mà hắn vừa tạo ra đến Las Vegas trước để phục kích đoàn hộ tống. Carlos bị lây nhiễm khi cố bảo vệ K-mart khỏi sự tấn công của L.J - người đã bị biến đổi thành bọn zombie khát máu. Hầu hết thành viên trong đoàn hộ tống đã bị giết chết trong cuộc phục kích. Tập đoàn Umbrella cố hạ Alice bằng dùng vệ tinh để "tắt" cô tuy nhiên Alice đã thoát khỏi chương trình của chúng và phá huỷ vệ tinh. Alice tìm được Isaacs nhưng hắn đã kịp chạy chốn trên chiếc trực thăng của Umbrella, tuy nhiên Isaacs đã nhiễm virus T bởi chính zombie mà hắn tạo ra.
Đoàn hộ tống tìm được vị trí công trình ngầm của Umbrella tại Las Vegas - bị bao vây bởi hàng đàn zombie - nhờ lần theo dấu chiếc trực thăng. Sự lây nhiễm của Carlos là không thể cứu chữa, vì vậy anh quyết định hi sinh để đoàn hộ tống vào được bên trong. Carlos lái xe thẳng vào lũ zombie rồi kích hoạt một quả bom nhằm mở đường và giúp Alice và Claire có đủ thời gian đưa mọi người lên trực thăng. Alice ở lại để hoàn thành nốt nhiệm vụ.
Tiến sĩ Isaacs bị giam trong phòng thí nghiệm của hắn. Được lệnh trừ khử Isaacs từ chủ tịch Wesker, đại uý Slaiter tìm Isaacs trong phòng thí nghiệm và đang chữa trị cho chính hắn bằng một liều chống Virus T rất lớn. Hắn giải thích rằng virus T này có hiệu quả rất mạnh nên cần 1 lượng lớn thuốc giải thuốc giải. tuy nhiên Hắn đã dùng quá liều thuốc giải và tự biến mình thành con quái vật Tyrant (bạo chúa). isaacs nổi cơn thịnh nộ và giết chết tất cả nhân viên trong công trình ngầm. Trí thông minh nhân tạo the White queen buộc phải cầm chân hắn ở tầng thấp nhất của phòng thí nghiệm.
Đi vào công trình ngầm, Alice gặp siêu máy tính the White queen em của trí thông minh nhân tạo the Red queen. The queen cho Alice biết máu của cô chính là thuốc giải và thông báo với cô về vấn đề của tiến sĩ Isaacs. Alice đồng ý với the White queen rằng sẽ tiêu diệt Isaacs.
Trên đường xuống dưới Alice bắt gặp một bản sao của cô vẫn đang trong giai đoạn sống thực vật. Isaacs bất ngờ tấn công Alice nhưng cô tránh được và làm Isaacs bị thương. Bản sao vô tính thức giấc nhưng cú sốc đã giết chết nó. Alice đuổi theo Isaacs và tìm thấy chính mình trong bản sao của toà biệt thự Spencer. Khi trận đấu giữa Alice và Isaacs đi vào bản sao của hành lang bảo vệ lade trong the Hive, Isaacs mỉa mai Alice: rằng hắn mới chính là tương lai, không phải là cô. Alice lạnh lùng trả lời Isaacs "just anorther asshole" và sau đó dứt khoát thông báo cho Isaacs "we're both going to die down here". ngay sau đó lưới lade được kích hoạt và cắt Isaacs ra làm trăm mảnh, tưởng rằng Alice cũng chịu chung số phận, nhưng may mắn thay bản sao của cô đã kịp tắt lưới lade và cứu Alice trong đường tơ kẽ tóc.
trong khi đó ở Tokyo, Nhật Bản Wesker thông báo rằng trụ sở Bắc Mỹ của Umbrella đã mất liên lạc, và ông sẽ tiếp tục giám sát cuộc thử nghiệm ở Nhật Bản. Sử dụng công nghệ ảnh 3 chiều, Alice xuất hiện trong cuộc họp và thông báo rằng cô sẽ tới "thăm" tập đoàn Umbrella cùng vài người bạn. Đứng cạnh bản sao của mình, Alice và bản sao nhìn vào những hàng hàng, lớp lớp bản sao khác.Bộ phim kết thúc bằng cảnh nhiều bản sao xuất hiện xếp chồng lên nhau thành 3 tầng riêng biệt và vẫn còn đang ngủ say chưa được đánh thức.

## Danh sách vai diễn
| Tên diễn viên    | Vai diễn        |
| ---------------- | --------------- |
| Milla Jovovich   | Alice           |
| Ali Larter       | Claire Redfield |
| Iain Glen        | Dr. Sam Isaacs  |
| Oded Fehr        | Carlos Olivera  |
| Jason O'Mara     | Albert Wesker   |
| Spencer Locke    | K-Mart          |
| Ashanti          | Nurse Betty     |
| Mike Epps        | L.J             |
| Chris Egan       | Mikey           |
| Madeline Carroll | White Queen     |